# Ali Hewson

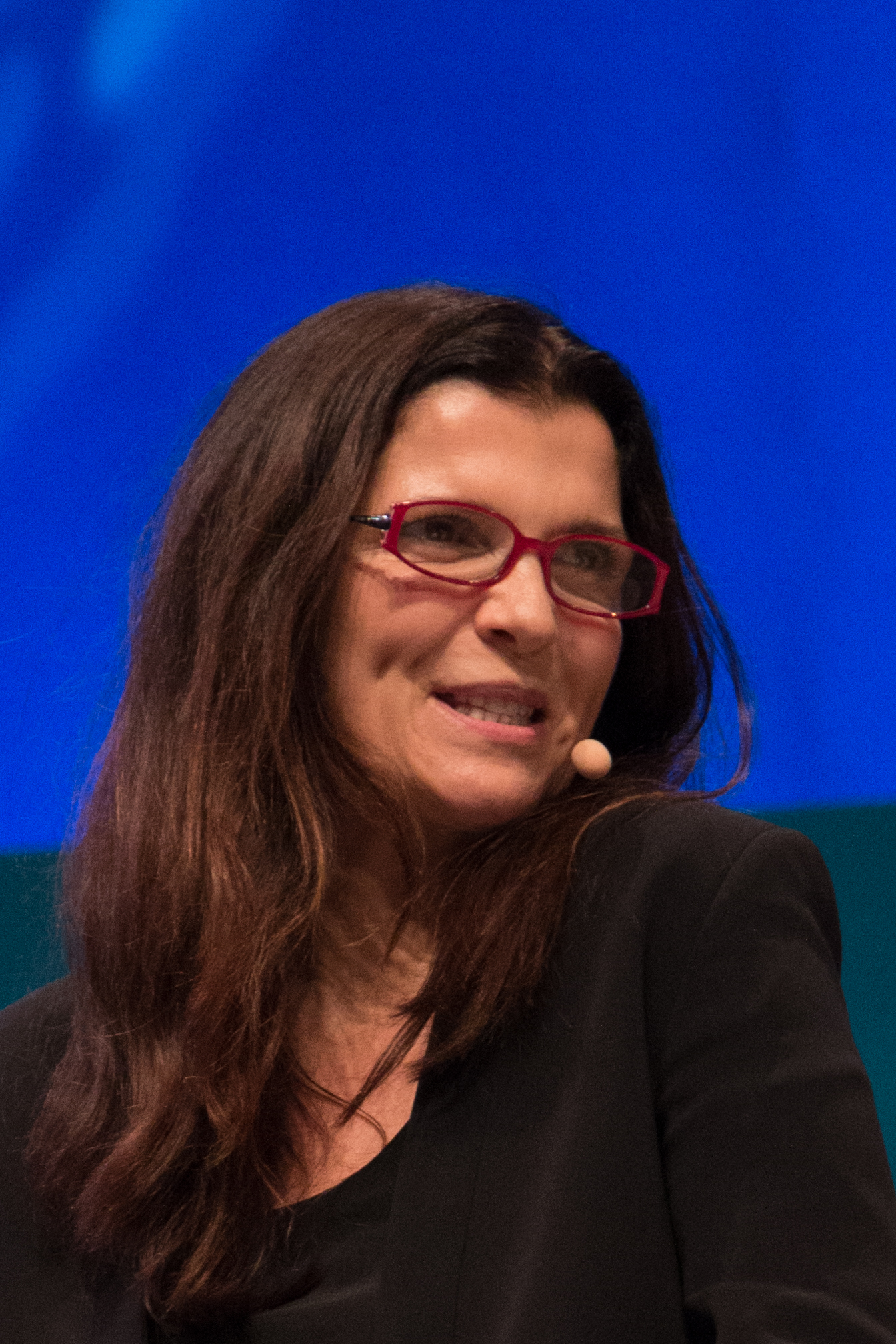
Alison Hewson nel 2014 durante la One Young World Conference, tenutasi a Dublino.

Alison Hewson, nata Alison Stewart, conosciuta anche con il diminutivo Ali (Dublino, 23 marzo 1961), è un'attivista irlandese, moglie del cantante degli U2, Bono Vox.

## Biografia
Figlia di Terry e Joy Stewart, Alison ha studiato alla Mount Temple Comprehensive School di Dublino, dove ha incontrato Bono e The Edge.
Bono e Ali cominciano a formare coppia fissa nel novembre 1975 per poi sposarsi all'età di 21 anni il 21 agosto 1982 con rito anglicano, presso la chiesetta All Saints di Raheny, un sobborgo a nord di Dublino. Insieme hanno avuto 4 figli: Jordan (nata il 10 maggio 1989), Memphis Eve (nata il 7 luglio 1991), Elijah Bob Patricus Guggi Q (nato il 18 agosto 1999) e John Abraham (nato il 21 maggio 2001).
La famiglia vive a Killiney, una località balneare a sud di Dublino. Inoltre posseggono una villa ad Èze, nel sud della Francia e un appartamento a Manhattan.

## Carriera
Sebbene volesse da ragazza diventare infermiera, Ali ha inizialmente rinunciato alle proprie aspirazioni, preferendo dare la priorità alla relazione con il marito.
In seguito ha ripreso gli studi, riuscendo così a laurearsi in Sociologia e Scienze politiche all'University College Dublin (UCD) nel 1989, poco dopo aver dato alla luce la prima figlia. Precedentemente Ali aveva lavorato in una compagnia d'assicurazioni per auto e, insieme a suo padre, in una società elettrica.
Le è stata assegnata anche una laurea ad honorem in Legge dall'Università nazionale d'Irlanda, di Galway, nel 2002, in riconoscimento del suo impegno con il Chernobyl Children International di cui si occupa dal 1994.
Ali è la cofondatrice del marchio di moda EDUN, che promuove il commercio equo e solidale con le nazioni del Terzo Mondo e l'abolizione dello sfruttamento del lavoro minorile Per promuovere tale marchio, nel 2010 è testimonial, assieme al marito, in una campagna pubblicitaria sostenuta dalla casa di moda Louis Vuitton.

## Attivismo
Tra le varie attività della signora Hewson c'è quella del Chernobyl Children International: un'organizzazione accreditata dalle Nazioni Unite e che si occupa dei bambini, delle famiglie e delle comunità che ancora oggi soffrono degli effetti del disastro nucleare di Černobyl' del 1986. Per sensibilizzare l'opinione pubblica a questa causa, nel giugno 2009 Ali ha scalato l'Elysian Tower di Cork.
Tale sensibilità ai temi ambientali e sociali, la portò nel 2002 ad effettuare una campagna mediatica contro il governo Blair per la chiusura della centrale nucleare di Sellafield. In caso di fughe radioattive a tale impianto, infatti, buona parte dell'Irlanda sarebbe stata contaminata.
Inoltre la si è vista spesso al fianco di Bono in occasione di importanti eventi benefici, nonché nei numerosi viaggi in Africa per le campagne anti-povertà.

## Ali e gli U2
Il cantante degli U2 ha sempre dichiarato la grande importanza che Ali ha rivestito nella sua vita artistica. In particolare Bono sottolinea come nei momenti di crisi creativa, fosse proprio la moglie a spingerlo a scrivere.
Ali, inoltre, appare nel videoclip di Sweetest Thing degli U2, una canzone che Bono compose e dedicò alla moglie perché aveva dimenticato il suo compleanno. Il cantante infatti era impegnato con le sessioni di registrazione dell'album The Joshua Tree.
Bono ha, inoltre, scritto le canzoni Song for Someone, You're the Best Thing About Me e Landlady ispirandosi alla moglie.

## Ali e i Cranberries
L'attività di Ali a favore dei minori ha ispirato Dolores O'Riordan, cantante dei Cranberries, a scrivere il brano musicale Time Is Ticking Out. Ali ha anche promosso il lancio del singolo i cui proventi sono stati destinati al Chernobyl Children International.